# آنا آستواتساتوریان تیورکوت
آنا آستواتساتوریان تیورکوت (ارمنی: Աննա Աստվածատուրյան Թյուրքոթ; انگلیسی: Anna Astvatsaturian Turcotte؛ زادهٔ ۱۴ مارس ۱۹۷۸) نویسنده ارمنی‌تبار اهل ایالات متحده آمریکا است.
وی در سال ۱۹۹۰ در جریان قتل‌عام باکو به همراه خانواده اش گریخته و به عنوان پناهچو به مدت سه سال در ارمنستان سکنی گزیده‌است و سپس در سال ۱۹۹۲ به ایالات متحده آمریکا نقل نموده‌است.

## تحصیلات
وی در دانشگاه داکوتای شمالی در رشته‌های انگلیسی، ادبیات و فلسفه، دین تحصیل نموده‌است.

## برگزیده آثار
- Nowhere a Story of Exile

## جوایز
در سال ۲۰۱۳ مدال افتخاری مخیتار گش توسط رئیس‌جمهور ارمنستان سرژ سرکیسیان به وی اعطا گردیده‌است همچنین در سال ۲۰۱۴ مدالی از سوی رئیس‌جمهور جمهوری آرتساخ باکو ساهاکیان به وی اهدا گرید است.